# Torre de’ Negri
Torre de’ Negri – miejscowość i gmina we Włoszech, w regionie Lombardia, w prowincji Pawia.
Według danych na rok 2004 gminę zamieszkiwało 365 osób, 91,2 os./km².